# Нова-Варош (община)
Но́ва-Ва́рош (серб. Нова Варош) — община в Сербии, входит в Златиборский округ.
Население общины составляет 18 678 человек (2007 год), плотность населения составляет 32 чел./км². Занимаемая площадь — 581 км², из них 57,1 % используется в промышленных целях.
Административный центр общины — город Нова-Варош. Община Нова-Варош состоит из 32 населённых пунктов, средняя площадь населённого пункта — 18,2 км².

## Статистика населения общины
| Год  | Население, чел. |
| ---- | --------------- |
| 1991 | 21 606          |
| 2001 | 20 166          |
| 2002 | 19 934          |
| 2003 | 19 684          |
| 2004 | 19 428          |
| 2005 | 19 213          |
| 2006 | 18 983          |
| 2007 | 18 678          |